# Javier Rossi
Javier Nicolás Rossi (La Plata, Buenos Aires, Argentina, 4 de noviembre de 1982) es un futbolista argentino. Juega de delantero en Club Atletíco Lugano

## Trayectoria
Rossi es un futbolista argentino que surgió de la cantera y debutó en Primera División del Club Defensores de Cambaceres disputando la Primera B  metropolitana. Tuvo actuaciones claves para que su equipo se quedara siendo parte del profesionalismo. Además, el delantero declaró ser hincha de Defensores de Cambaceres.
Hizo una gran experiencia luego de jugar en Cambaceres en varios equipos de la segunda categoría del fútbol argentino. En 2007, el Club Almagro decidió contratarlo gracias a los buenos rendimientos en su anterior equipo. Además, finalizada la temporada, varios equipos de la categoría quisieron ficharlo.
Luego de jugar en el "Tricolor", otro club de la Primera B Nacional quiso hacerse de sus servicios. En este caso apareció el Club Atlético Tiro Federal. Tuvo un gran promedio goleador en Tiro Federal al igual que en sus anteriores clubes.
También tuvo una experiencia en el exterior siendo parte del Club Deportivo Huachipato de Chile donde convirtió 5 goles en 22 partidos. Sin embargo, luego de una temporada volvió al país.
A mediados de 2012 apareció el Club Social y Deportivo Defensa y Justicia. Ricardo Julio Villa, técnico del “Halcón” estaba pidiendo a gritos un delantero con ciertas características que podía cumplir Rossi. En Defensa y Justicia no logró afianzarse debido a que no estaba en su mejor momento físico. Sólo disputó 6 encuentros (5 como titular y 1 ingresando desde el banco) y no convirtió goles. Luego de los seis meses, la comisión directiva del "Halcón" confiaba en que el delantero iba a tener mejores rendimientos luego de hacer una buena pretemporada. Finalmente, arregló su salida de Defensa debido a que no iba a ser titular y no podría ganarse un lugar.
A principios de 2013, el delantero fue transferido al Club Atlético Nueva Chicago de la Primera B Nacional que estaba en busca de reforzar la delantera del equipo de cara a la segunda parte de la temporada. El técnico Ángel Bernuncio, quien ya lo había dirigido en Tiro Federal, lo pidió para que integre el plantel del "Torito". Hizo su debut frente a su anterior club Defensa y Justicia. A finales del mes de febrero, su hijo Valentino empezó a padecer un grave problema de salud, lo que hizo que el jugador se distancie un poco de las prácticas deportivas.
Luego de sus seis meses en Nueva Chicago, habiendo descendido a la tercera categoría del fútbol argentino, el Club Sportivo Independiente Rivadavia quiso tenerlo en sus filas. Llegaron al acuerdo y el jugador firmó a préstamo por un año. Allí marcó 2 goles en 17 partidos y recuperó la continuidad que había perdido en el último tiempo.
A mediados de 2014 firmó contrato en el Club Villa Dálmine de la Primera B Metropolitana hasta diciembre de 2015. Logró el ascenso a la Primera B Nacional, segunda división del fútbol argentino, y el delantero aportó con 6 goles en 22 partidos siendo el goleador del equipo en el campeonato.

## Estadísticas
Actualizado al 19 de agosto de 2024

| Defensores de Cambaceres Argentina | 2.ª           | 2003-04       | ?   | ?   | 0  | 0 | — | — | ?   | ?   | ?    |
| Defensores de Cambaceres Argentina | 2.ª           | 2004-05       | ?   | ?   | 0  | 0 | — | — | ?   | ?   | ?    |
| Defensores de Cambaceres Argentina | 2.ª           | 2005-06       | ?   | ?   | 0  | 0 | — | — | ?   | ?   | ?    |
| Defensores de Cambaceres Argentina | 2.ª           | 2006-07       | ?   | ?   | 0  | 0 | — | — | ?   | ?   | ?    |
| Defensores de Cambaceres Argentina | Total         | Total         | 153 | 45  | 0  | 0 | 0 | 0 | 153 | 45  | 0.29 |
| Almagro Argentina | 2.ª           | 2007-08       | 31  | 12  | 0  | 0 | — | — | 31  | 12  | 0.39 |
| Almagro Argentina | Total         | Total         | 31  | 12  | 0  | 0 | 0 | 0 | 31  | 12  | 0.39 |
| Tiro Federal Argentina | 2.ª           | 2008-09       | 37  | 14  | 0  | 0 | — | — | 37  | 14  | 0.38 |
| Tiro Federal Argentina | 2.ª           | 2009-10       | 34  | 14  | 0  | 0 | — | — | 34  | 14  | 0.41 |
| Tiro Federal Argentina | 2.ª           | 2010-11       | 26  | 7   | 0  | 0 | — | — | 26  | 7   | 0.27 |
| Tiro Federal Argentina | Total         | Total         | 97  | 35  | 0  | 0 | 0 | 0 | 97  | 35  | 0.36 |
| Huachipato · Chile | 1.ª           | 2011-12       | 22  | 5   | 0  | 0 | — | — | 22  | 5   | 0.23 |
| Huachipato · Chile | Total         | Total         | 22  | 5   | 0  | 0 | 0 | 0 | 22  | 5   | 0.23 |
| Defensa y Justicia Argentina | 2.ª           | 2012-13       | 6   | 0   | 0  | 0 | — | — | 6   | 0   | 0    |
| Defensa y Justicia Argentina | Total         | Total         | 6   | 0   | 0  | 0 | 0 | 0 | 6   | 0   | 0    |
| Nueva Chicago Argentina | 2.ª           | 2012-13       | 10  | 0   | 0  | 0 | — | — | 10  | 0   | 0    |
| Nueva Chicago Argentina | Total         | Total         | 10  | 0   | 0  | 0 | 0 | 0 | 10  | 0   | 0    |
| Independiente Rivadavia Argentina | 2.ª           | 2013-14       | 17  | 2   | 0  | 0 | — | — | 17  | 2   | 0.12 |
| Independiente Rivadavia Argentina | Total         | Total         | 17  | 2   | 0  | 0 | 0 | 0 | 17  | 2   | 0.12 |
| Villa Dalmine Argentina | 3.ª           | 2014          | 22  | 8   | 0  | 0 | — | — | 22  | 8   | 0.36 |
| Villa Dalmine Argentina | 2.ª           | 2015          | 13  | 1   | 0  | 0 | — | — | 13  | 1   | 0.08 |
| Villa Dalmine Argentina | Total         | Total         | 35  | 9   | 0  | 0 | 0 | 0 | 35  | 9   | 0.26 |
| Barracas Central Argentina | 3.ª           | 2015          | 14  | 4   | 0  | 0 | — | — | 14  | 4   | 0.29 |
| Barracas Central Argentina | Total         | Total         | 14  | 4   | 0  | 0 | 0 | 0 | 14  | 4   | 0.29 |
| Deportivo Morón Argentina | 3.ª           | 2016          | 20  | 10  | 2  | 0 | — | — | 22  | 10  | 0.45 |
| Deportivo Morón Argentina | 3.ª           | 2016-17       | 26  | 8   | 0  | 0 | — | — | 26  | 8   | 0.31 |
| Deportivo Morón Argentina | 2.ª           | 2017-18       | 19  | 10  | 5  | 1 | — | — | 24  | 11  | 0.46 |
| Deportivo Morón Argentina | Total         | Total         | 65  | 28  | 7  | 1 | 0 | 0 | 26  | 11  | 0.4  |
| Central Córdoba (SdE) Argentina | 2.ª           | 2018-19       | 28  | 10  | 4  | 1 | — | — | 32  | 11  | 0.34 |
| Central Córdoba (SdE) Argentina | Total         | Total         | 28  | 10  | 4  | 1 | 0 | 0 | 32  | 11  | 0.34 |
| Platense Argentina | 2.ª           | 2019-20       | 19  | 4   | 1  | 0 | — | — | 20  | 4   | 0.2  |
| Platense Argentina | Total         | Total         | 19  | 4   | 1  | 0 | 0 | 0 | 20  | 4   | 0.2  |
| Deportivo Riestra Argentina | 2.ª           | 2020          | 7   | 0   | —  | — | — | — | 7   | 0   | 0    |
| Deportivo Riestra Argentina | Total         | Total         | 7   | 0   | 0  | 0 | 0 | 0 | 7   | 0   | 0    |
| Acassuso Argentina | 3.ª           | 2021          | 25  | 9   | —  | — | — | — | 25  | 9   | 0.36 |
| Acassuso Argentina | Total         | Total         | 25  | 9   | 0  | 0 | 0 | 0 | 25  | 9   | 0.36 |
| Carcarañá Argentina | 4.ª           | 2021-22       | 6   | 2   | —  | — | — | — | 6   | 2   | 0.33 |
| Carcarañá Argentina | Total         | Total         | 6   | 2   | 0  | 0 | 0 | 0 | 6   | 2   | 0.33 |
| Gimnasia y Tiro Argentina | 3.ª           | 2022          | 2   | 0   | —  | — | — | — | 2   | 0   | 0    |
| Gimnasia y Tiro Argentina | Total         | Total         | 2   | 0   | 0  | 0 | 0 | 0 | 2   | 0   | 0    |
| Deportivo Laferrere Argentina | 4.ª           | 2022          | 20  | 3   | —  | — | — | — | 20  | 3   | 0.15 |
| Deportivo Laferrere Argentina | 4.ª           | 2023          | 17  | 4   | —  | — | — | — | 17  | 4   | 0.24 |
| Deportivo Laferrere Argentina | Total         | Total         | 37  | 7   | 0  | 0 | 0 | 0 | 37  | 7   | 0.19 |
| Sportivo Italiano Argentina | 4.ª           | 2023          | 21  | 5   | —  | — | — | — | 21  | 5   | 0.24 |
| Sportivo Italiano Argentina | Total         | Total         | 21  | 5   | 0  | 0 | 0 | 0 | 21  | 5   | 0.24 |
| Atl. Lugano Argentina | 4.ª           | 2024          | 11  | 2   | —  | — | — | — | 11  | 2   | 0.18 |
| Atl. Lugano Argentina | Total         | Total         | 11  | 2   | 0  | 0 | 0 | 0 | 11  | 2   | 0.18 |
| Total carrera | Total carrera | Total carrera | 605 | 179 | 12 | 2 | 0 | 0 | 617 | 181 | 0.29 |
| (1) La copa nacional se refiere a la Copa Argentina y Supercopa Argentina . (2) La copa internacional se refiere a la Copa Sudamericana, Recopa Sudamericana, Copa Libertadores y Copa Suruga Bank. |               |               |     |     |    |   |   |   |     |     |      |